# Symfonie nr. 19 (Bruk)
Fridrich Bruk voltooide zijn Symfonie nr. 19 (Liederen uit de ghetto’s) in 2018. Het werk is opgedragen aan collega-componist Ilkka Kuusisto, die ook baas was bij muziekuitgeverij Fazer Music (1981-1984).
Deze symfonie nr. 19 vormt het beginstuk van een drieluik, die bestaat uit Symfonie nr. 19,  Symfonie nr. 20 en Symfonie nr. 21. Ze hebben een gemeenschappelijk thema in de aanloop en daadwerkelijke Holocaust. De symfonie 19 is geschreven in drie delen. 
Deel 1 (Our little town is burning) grijpt terug op Es brennt geschreven door Mordechai Gebirtig, hetgeen zou teruggrijpen op een pogrom in het Poolse dorp Przytyk en volgende. Deel 2 (Ele-bele) is gebaseerd op het gelijknamige Joods-Oekraïense volksliedje van de hand van Zelig Bardichever, dat gaat over de Joodse strijd tegen armoede. Deel 3 (O, Hammer, Hammer, Knock!) is apart opgedragen aan Jānis Lipke, die in Riga onderduikers een adres bezorgde. De subtitel verwijst naar het lied O, Hemerl, Hemerl, Klap van de hand van Avrom Reisin over arme Joodse arbeiders die moesten werken voor de rijken. Opvallend aan het werk is dat Bruk koos voor de baritonsaxofoon als solist in de weergave van de Joden. De baritonsaxofoon wordt hoogstzelden gebruikt binnen de klassieke muziek. 
De totale drieluik werd in 2020 uitgegeven door Toccata Records, of het werk een publiek uitvoering heeft gekregen is niet bekend (gegevens maart 2021). 
Orkestratie:
- solo baritonsaxofoon
- 3 dwarsfluiten, 2 hobo’s, 3 klarinetten, 2 fagotten
- 4 hoorns, 3 trompetten, 3 trombones, 1 tuba
- pauken, 2 man/vrouw percussie, 1 harp
- violen, altviolen, celli, contrabassen